# Arabsat 6E
O Arabsat 6E é um projeto de satélite de comunicação geoestacionário saudita. Encontra-se em estágio de planejamento. Está projetado para ser colocado na posição orbital de 34,5 graus de longitude leste e será operado pela Arabsat.